# Anubis Gate
Anubis Gate è un gruppo progressive metal danese, che ha debuttato nel 2004 con l'album Purification.

## Storia
L'esordio del fruppo risale al 1984, quando il chitarrista Jesper M. Jensen decide di fondare gli iniziali V-Axe assieme al suo amico nonché cantante e bassista Henrik Feure. Essi formarono dapprima il duo Black Mercyful e poi i Graff Spee.
Con questo nome essi si fecero conoscere nei locali e registrarono alcuni demo. Nel 1987 cambiarono nome in Extreme Feedback ed entrarono nella band Morten Sørensen alla batteria e Kim Olesen alla chitarra. Tuttavia i membri proseguirono progetti personali sino al 2003.
Dopo avere pubblicato un demo, la band riunita progettò un nuovo album. Con Torben Askholm alla voce, pubblicarono Purification nel 2004 con l'etichetta indipendente Locomotiv Music. Dopo questo disco fu pubblicato il 19 settembre 2005 A Perfect Forever. Poco tempo dopo Torben abbandonò la band e fu rimpiazzato da Jacob Hansen. Il 14 agosto 2007 pubblicarono Andromeda Unchained loro terzo album.

## Formazione

### Formazione attuale
- Jacob Hansen - voce (2005 - presente)
- Jesper M. Jensen - chitarra
- Kim Olesen - chitarra, tastiere
- Henrik Fevre - basso, voce
- Morten Sørensen - batteria

### Ex componenti
- Torben Askholm - voce (2004 - 2005)

## Discografia
- 2004 - Purification
- 2005 - A Perfect Forever
- 2007 - Andromeda Uchained
- 2009 - The Detached
- 2011 - Anubis Gate
- 2013 - Horizons
- 2017 - Covered In Black
- 2020 - Covered in colours
- 2023 - Interference